# Борысюк, Ариэль
Ариэль Борысюк (пол. Ariel Borysiuk; 19 июля 1991, Бяла-Подляска, Польша) — польский футболист, полузащитник клуба «Ягеллония». Выступал в национальной сборной Польши.

## Карьера
30 января 2014 года Ариэль Борысюк перешёл на правах аренды в нижегородскую «Волгу» до конца сезона. Играл под 30 номером. В июне 2014 года подписал трёхлетний контракт с гданьской «Лехией»
В 2016 году перешёл в «Куинз Парк Рейнджерс». Зимой 2018 года расторг контракт с клубом.
В 2019 году перешёл в молдавский «Шериф»

## Достижения
«Легия»
- Обладатель Кубка Польши: 2015/16